# Jardin d'Acclimatation
Il  Jardin d'Acclimatation è un parco divertimenti di 19 ettari situato nella parte settentrionale del Bois de Boulogne, a Parigi, in Francia.

## Storia
Inaugurato il 6 ottobre 1860 da Napoleone III e dall'imperatrice Eugenia, questo parco di Parigi era originariamente conosciuto come Jardin Zoologique d'Acclimatation, dove piante e animali delle colonie potevano acclimatarsi alle condizioni meteorologiche della Francia. Fu diretto da Isidore Geoffroy Saint-Hilaire, figlio del naturalista Étienne Geoffroy Saint-Hilaire, fino alla sua morte nel 1861.
Durante l'Assedio di Parigi (1870-1871), molti degli animali dello zoo furono sacrificati per nutrire la popolazione affamata. Dal 1877 al 1912, il Jardin Zoologique d'Acclimatation fu denominato Acclimatation Anthropologique. Nel medio colonialismo, la curiosità dei parigini era attratta dai costumi e dagli stili di vita dei popoli stranieri: nubiani, boscimani, zulu e molti altri popoli africani sono stati "esposti" in una sorta di zoo umano. Le mostre furono un enorme successo, dal momento che il numero di visitatori al Jardin raddoppiò, raggiungendo il milione.
Nel 1931 l'ultima mostra antropologica fu chiusa e da allora lo zoo, divenuto poi Jardin d'Acclimatation, è diventato un parco divertimenti per famiglie, incentrato sulle attività dei bambini; tra le attrazioni ci sono molte attività simili a quelle delle fiere, tra cui mini-montagne russe, giostre e una collezione di animali da fattoria e uccelli.

## Attrazioni

Planta del Jardin d'Acclimatation.

Il parco comprende un campo di tiro con l'arco, una casa degli specchi, un campo da golf in miniatura, un trenino a scartamento ridotto, varie giostre, un teatro delle marionette, un tiro a segno e un museo d'arte per bambini (il Musée en Herbe).